# ميرزا سلطان غالييف

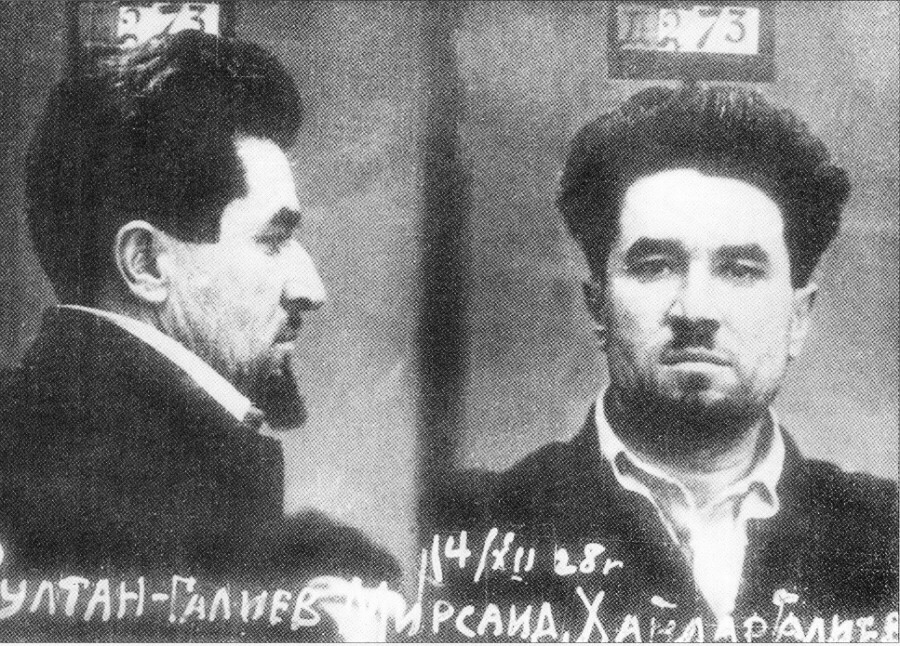
ميرزا سلطان غالييف سنة 1928

ميرزا سلطان غالييف (بالتتارية: Мирсәет Хәйдәргали улы Солтангалиев)، (الروسية: Мирсаид Хайдаргалиевич Султан-Галиев) المعروف كذلك بمير سعيد سلطان غالييف، كان قائدًا بلشفيًا من التتار المسلمين وكان له دور قيادي في الحزب الشيوعي السوفيتي خلال بداية العشرينيات من القرن 20. أعدم يوم 28 يونيو 1940 بموسكو بسبب خلافه في الآراء مع الزعيم السوفيتي ستالين.

## نشأته
ولد ميرزا سلطان غالييف سنة 1892 في قرية إليمبيتيفو، بالقرب من مدينة أوفا عاصمة جمهورية باشكورتستان. تعلم اللغة الروسية في سن مبكرة وقرأ العديد من الكلاسيكيات الروسية. تأثر غالييف بالأفكار الثورية منذ ثورة 1905.
أكمل غالييف تعليمه، وفي عام 1911 تخرج كمعلم في مدينة قازان، ثم قام بالتدريس أولاً في قرية روسية تترية مختلطة (أتزيتاروفو الجديدة) في باشكورتوستان ثم في قرية تتارية (أتزيتاروفو القديمة). في صيف عام 1912 شارك في دورات إعداد المعلمين الصيفية في موسكو. وفي صيف عام 1913، إنضم إلى المجلس البلدي لمدينة أوفا لمراقبة المدارس الإسلامية الوطنية فيها. تزوج وعمل مدرسا مع زوجته. وبعد عام ذهب إلى باكولكنه لم يتمكن من العثور على وظيفة دائمة إلا في وقت لاحق، حيث التحق بوكالة التجارة والاقتصاد في مدينة باكو.
بعد ثورة فبراير (وأيضا خلال الفترة التي أعقبت ثورة أكتوبر)، ساهم بنشاط في عمل صحيفة "العلم الأحمر"، صحيفة الحزب الاشتراكي الإسلامي في قازان. في عام 1918 تولى منصب تحرير صحيفة "كراسنوي زناميا - Krasnoye Znamya" الصادرة باللغة الروسية. عمل في هذه الصحيفة بمفرده وكتب المقالات وأعد الملخصات وحصل على الأخبار وقام بأعمال التدقيق اللغوي.
كما عمل غالييف لاحقًا في مجلة "جيزن ناتسونالنوستي - Jizn Natsionalnostey". وفي عام 1921، كتب بأمر من اللجنة التنفيذية مقالاً بعنوان "في أساليب الدعاية المناهضة للدين بين المسلمين". نُشرت هذه المقالة لأول مرة في هذه المجلة ثم نُشرت لاحقًا في شكل كتيب. ولم يتمكن من تطوير نشاطه الأدبي بشكل كامل في مجال الشعر والنثر لأن ثورة أكتوبر لم تتح له هذه الفرصة. خلال هذه الفترة كرس كل جهوده للعمل الثوري، وكان يأمل في العودة إلى الأنشطة التي أحبها بعد تعزيز السلطة البروليتارية.

## غالييف والثورة البلشفية
في عام 1917 أعرب علنًا عن تعاطفه مع الحزب البلشفي وانضم إليه في 15 يوليو. عمل جاهداً على إثبات أنه مدافع مخلص عن الحزب والسلطة السوفيتية والثورة. وادعى لاحقًا أنه كان أول تتري يشارك في ثورة أكتوبر، وفي ديسمبر 1917 أصدر بيانًا عامًا وقويًا لتتار قازان يوضح فيه دعمه للحزب البلشفي. كما شدد سلطان غالييف على أن حبه لشعبه، وليس "التملق"، هو الذي أوصله إلى البلاشفة لأنه يؤمن بـ "عدالة القضية البلشفية". وفي الوقت نفسه، اعترف بأن البلاشفة لم يتمكنوا بعد من تنفيذ كل ما وعدوا به، لكنه أكد أنهم فعلوا من أجل المسلمين أكثر من أي سلطة أخرى:
"لقد أوقفوا الحرب وحدهم. فقط هم الذين يسعون إلى نقل مصير القوميات بأيديهم. ما الذي لا يقودني إليهم؟ لقد أعلنوا أيضًا الحرب على الإمبريالية الإنجليزية التي تظلم الهند ومصر وأفغانستان وبلاد فارس والجزيرة العربية. وهم أيضا من انتفضوا ضد الإمبريالية الفرنسية التي تستعبد المغرب والجزائر وغيرها من الدول العربية في أفريقيا، كيف لا أذهب إليهم، نطقوا بكلمات لم تنطق قط في تاريخ الدولة الروسية. وفي نداء منهم إلى جميع مسلمي روسيا والشرق، أعلنوا أن إسطنبول يجب أن تكون في أيدي المسلمين (سلطان جاليف 1998، ص 108).
دعا سلطان غالييف إلى إنشاء حزب شيوعي إسلامي مستقل له لجنته المركزية الخاصة، على مستوى الدولة المرتبطة بالحزب الشيوعي (البلاشفة) في روسيا، ولكنها موازية ومستقلة عنه.
أصدرت اللجنة المركزية للحزب الشيوعي مرسومًا بتشكيل جمهورية التتار الاشتراكية السوفيتية ذاتية الحكم في 20 مايو 1920، وبتوجيه من اللجنة المركزية واللجنة الوطنية المركزية لجمهورية التتار الاشتراكية السوفيتية في 25 يونيو 1921، تم اعتبار اللغة التتارية لغة رسمية للجمهورية على قدم المساواة مع اللغة الروسية.

#### فكرة الوحدة الإسلامية
في الأيام الأولى لقيام الاتحاد السوفيتي (1922)، تم إنشاء قسم إسلامي من الحزب الشيوعي تحت قيادة سلطان غالييف، وكان هدفه إنشاء جمهورية داخل الاتحاد السوفيتي من شأنها توحيد المسلمين في ظل نظام يجمع بين السمات التقدمية للإسلام والشيوعية. شارك غالييف في المؤتمر الأول لمسلمي روسيا وانتخب عضوًا لمجلس مسلمي روسيا.

## ميرزا غالييف والحزب البلشفي
أكسبته جهوده لدعم الحكومة السوفيتية الجديدة في قازان عام 1918 اعترافًا كافيًا في موسكو لتعيين جالييف (بعد إعدام صديقه المقرب وزميله الاشتراكي مولانار فاخيتوف أثناء احتلال الفيلق التشيكي لقازان في أغسطس 1918) كمفوض لشؤون المسلمين في روسيا. ومن لاحقاً رئيسًا للأكاديمية العسكرية الإسلامية المركزية التابعة لمجلس مفوضي الشعب للشؤون العسكرية.
خلال الحرب الأهلية، لعب سلطان غالييف دورًا حاسمًا في الأحداث على الجبهة الشرقية. ولعل الأهم من ذلك أنه في فبراير 1919 توسط في اتفاق بين أحمد زكي وليدي توغان، قائد القوات العسكرية الباشكيرية، وبين قيادة الحزب البلشفي.
حاول غالييف التوفيق بين الإيديولوجية الماركسية والإسلام من خلال تأويلات إسلامية للماركسية. كان غالييف يحضى بثقة لينين. غير أن وفاة هذا الأخير وتقلد ستالين للسلطة جعل الأمور تتغير إلى أن تم إعدام غالييف في 28 يناير 1940.